# Chizu (Tottori)
Chizu (智頭町 Chizu-chō?) es un pueblo localizado en la prefectura de Tottori, Japón. En junio de 2019 tenía una población estimada de 6.569 habitantes y una densidad de población de 29,2 personas por km². Su área total es de 224,70 km².

## Geografía

### Localidades circundantes
- Prefectura de Tottori
  - Tottori
  - Yazu
  - Wakasa
- Prefectura de Okayama
  - Tsuyama
  - Mimasaka
  - Nagi
  - Nishiawakura

## Demografía
Según los datos del censo japonés, esta es la población de Chizu en los últimos años.
| Año del censo | Población |
| ------------- | --------- |
| 1995          | 10.082    |
| 2000          | 9.383     |
| 2005          | 8.647     |
| 2010          | 7.718     |
| 2015          | 7.154     |
| 2020          | 6.427     |